# Mito
Andrej Janžekovič, bolje znan pod umetniškim imenom Mito, je slovenski raper in izvajalec hip hop glasbe.
Pred solističnim glasbenim delovanjem je bil član kolektiva Tekochee Kru, kjer se je kot raper izkazal s svojim edinstvenim stilom, humorjem in igro besed. Leta 2011 je izdal prvenec Egon, ki je bil v hip hop skupnosti pozitivno sprejet. Svoj drugi studijski album, Bratstvo in estradstvo, je izdal leta 2017 in je bil s strani Mladine razglašen za "nesporen favorit za ploščo leta."
Leta 2018 sta skupaj z glasbenim producentom YNGFireflyjem izdala pod skupnim imenom Oygn album Skurjen spomin, 2019 pa sta ponovno sodelovala na albumu YNGFireflyja Ignorant, kjer je kot gost rapal na več pesmih.
Besedila v njegovih pesmih so pogosto družbenokritična in komentirajo življenje v Mariboru ter politično dogajanje.

## Diskografija

### Albumi
Kot Mito
- Egon (2011)
- Bratstvo in estradstvo (2017)

Kot Oygn
- Skurjen spomin (2018)
- Roko v oygn